# Ixora capituliflora
Ixora capituliflora är en måreväxtart som beskrevs av Cornelis Eliza Bertus Bremekamp. Ixora capituliflora ingår i släktet Ixora och familjen måreväxter. Inga underarter finns listade i Catalogue of Life.